# Пикенс (Южная Каролина)
Пикенс (англ. Pickens) — город и административный центр одноимённого округа в Южной Каролине, США. Согласно переписи 2010 года, население составляет 3 126 человек. До 1998 года Пикенс был тауном, а затем стал городом, хотя об этом не сообщалось в Бюро переписи населения до 2001 года. Населённый пункт назван в честь Эндрю Пикенса, генерала американской Войны за независимость.

## История
Современный Пикенс изначально был территорией чероки. Во время Войны за независимость чероки встали на сторону Королевства Великобритании. Когда оно потерпело поражение в войне, чероки были вынуждены отдать свои земли. В 1791 году законодательный орган штата учредил округ Вашингтон, в который входят современные округа Гринвилл, Андерсон, Окони и Пикенс. В 1798 году округ Вашингтон разделили на округа Гринвилл и Пендлтон. В 1828 году Пендлтон поделили на Андерсон и Пикенс. Здание суда было построено на берегу реки Кеауи, где был основан город Пикенс-Корт-Хаус (англ. Pickens Court House). В 1868 году округ Пикенс был в последний раз разделён на округа Пикенс и Окони. Тогда город Пикенс-Корт-Хаус переименовали в Пикенс. Железная дорога была построена в 1898 году.

## География
Координаты города — 34°52′54″ с. ш. 82°42′27″ з. д. (34.881700, −82.707477).
По данным Бюро переписи населения США, общая площадь Пикенса составляет 7,38 км2. Из них 7,32 км2 приходится на сушу, а 0,6 км2 — на воду.

## Население
| Год переписи                              | Нас. |  | %±    |
| ----------------------------------------- | ---- |  | ----- |
| 1880                                      | 212  |  | —     |
| 1890                                      | 283  |  | 33,5% |
| 1900                                      | 449  |  | 58,7% |
| 1910                                      | 897  |  | 99,8% |
| 1920                                      | 895  |  | −0,2% |
| 1930                                      | 1130 |  | 26,3% |
| 1940                                      | 1637 |  | 44,9% |
| 1950                                      | 1961 |  | 19,8% |
| 1960                                      | 2198 |  | 12,1% |
| 1970                                      | 2954 |  | 34,4% |
| 1980                                      | 3199 |  | 8,3%  |
| 1990                                      | 3042 |  | −4,9% |
| 2000                                      | 3012 |  | −1%   |
| 2010                                      | 3126 |  | 3,8%  |
| 1880–2010 — перепись населения. Источник: |      |  |       |